# Instituto Cartográfico de Cataluña
El Instituto Cartográfico de Cataluña (ICC) fue una entidad de la Generalidad de Cataluña que tenía como finalidad llevar a cabo las tareas técnicas de desarrollo de la información cartográfica en el ámbito de las competencias de la Generalidad de Cataluña. En 2014 se integró en el nuevo Instituto Cartográfico y Geológico de Cataluña.

## Historia

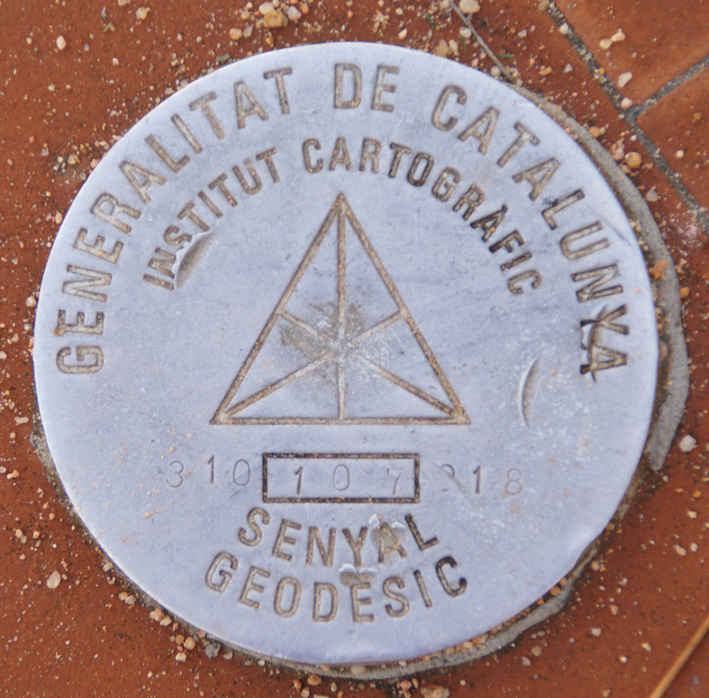
Señal geodésica de la ICC a la Ermita de San Telmo en San Felíu de Guixols

El ICC fue creado en 1982, e inaugurado en 1983, retomando la tarea iniciada por los servicios geográficos de la Mancomunidad de Cataluña y de la Generalidad de Cataluña durante la década de 1930, sustituyendo así el Servicio Cartográfico creado en 1978. Desde 1985, en la sede de la ICC se alojó a la Cartoteca de Cataluña que dispone de un extenso fondo cartográfico desde el siglo XV hasta la actualidad.
En 2005 recibió el premio que otorga la Asociación Cartográfica Internacional (ICA/ACI) por el mapa del relleno submarino de Cataluña. El mapa fue llevado a cabo por el Grupo de Investigación Consolidado de Geociencias Marinas de la Universidad de Barcelona, y contó con la información aportada por varias cofradías de pescadores, así como de publicaciones científicas.
Jaume Miranda Canales fue el director general del Instituto Cartográfico de Cataluña (ICC) desde 1982 hasta 2014. El 1 de febrero de aquel mismo año se crea el Instituto Cartográfico y Geológico de Cataluña (ICGC), suprimiendo así el ICC y el IGC. Miranda participó muy activamente en la concepción, creación y puesta en marcha de la ICC.

## Aplicaciones
Instamaps es una plataforma web abierta para la creación y tratamiento de mapas en Internet. Permite al usuario no experto la creación de su propia geoinformación, bien dibujándola, bien cargando sus archivos de datos. Esta herramienta facilita el acceso a geoinformación de diferentes fuentes de datos como el portal de datos abiertos de la Generalidad de Cataluña u otros organismos. También permite consumir datos directamente de las redes sociales, a servicios WMS y acceder a ficheros remotos de datos.
En el sitio web del ICC hay el Visor Imágenes del Servidor de Imágenes Ràster (VISSIR), una aplicación basada en código abierto que permite la visualización y descarga de la cartografía producida a la ICC.

## Publicaciones destacadas
- Atlas Nacional de Cataluña Archivado el 17 de noviembre de 2012 en Wayback Machine.
- Revista Catalana de Geografía, revista digital de geografía, cartografía y ciencias de la Tierra
- Atlas de historia urbana de Girona, siglos VI aC-XVI (2010)[10]
- Joaquim Calafí y Ríos & Esther Muns y Cabot (editores), 30 años Instituto Cartográfico de Cataluña: La ambición de la medida 1982-2012, Barcelona, ICC, 2013, 385 páginas